# Biserica Adormirea Maicii Domnului din Cheia
Biserica Adormirea Maicii Domnului din Cheia este un monument istoric aflat pe teritoriul satului Cheia, comuna Moieciu.